# GC Amicitia Zürich
Der GC Amicitia Zürich ist ein Schweizer Handballclub. Sowohl die Männermannschaft (Quickline Handball League) als auch die Frauenmannschaft (SPAR Premium League 1) spielen in der höchsten Schweizer Handball-Liga.

## Geschichte

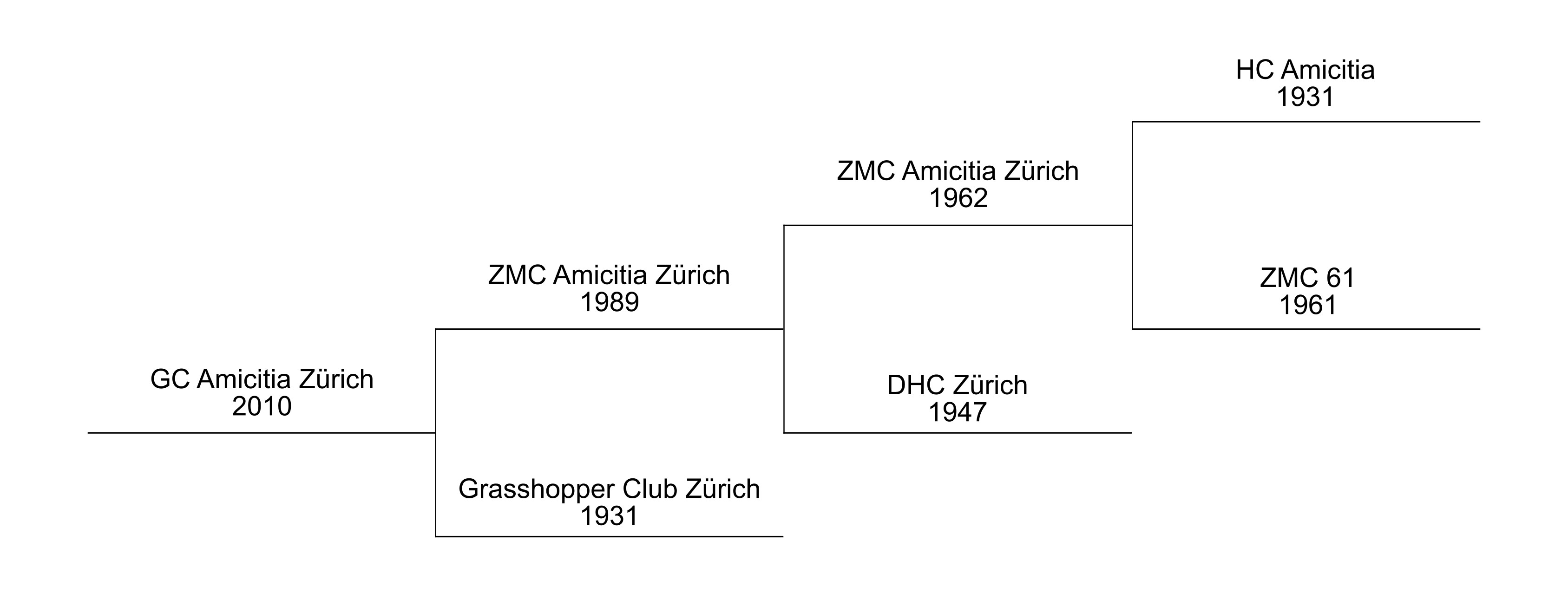
Geschichte des GC Amicitia Zürich

Der Verein ging 1962 aus dem Zusammenschluss der Vereine HC Amicitia (gegründet 1931) und ZMC 61 (gegründet 1961) hervor.
1986 wurde die Mädchenabteilung des Vereins gegründet. 1989 erfolgte eine weitere Fusion mit dem DHC (Damenhandballclub) Zürich zum ZMC Amicitia Zürich.
Der Name Amicitia bedeutet Freundschaft, ZMC stand für den Zürcher Mittelschul Club.
Am 23. August 2010 fusionierte der Verein mit der Handballabteilung des ebenfalls in Zürich beheimateten Grasshopper Clubs (GC) und bildet nun unter dem Namen GC Amicitia Zürich den grössten Handballverein der Schweiz.
Auf die Saison 2017/18 hin verschwand das ZMC Amicitia-Logo aus dem zuvor aus zwei Logos bestehenden Logo der Mannschaft.
Der Sektionspräsident ist Felix Rübel.

## Sportliche Erfolge
Die Männermannschaft des HC Amicitia war 1937 Schweizer Meister im heute nicht mehr ausgetragenen Feldhandball. Der Verein gewann 1987, 1988, 1989, 2008, 2009 die Schweizer Meisterschaft im Hallenhandball und 2009 den Schweizer Cup. Grösster Erfolg war das Erreichen des Europacup-Finals 1987 an, welcher gegen ZSKA Moskau verloren wurde. Im gleichen Jahr wurde dem Verein die Auszeichnung Schweizer Mannschaftssportler des Jahres verliehen.
Die Männermannschaft von GC Amicitia Zürich gewann 2022 den Schweizer Cup und damit den ersten Titel seit dem Zusammenschluss von GC und Amicitia.
Die Frauenmannschaft von ZMC Amicitia wurde 2004 Schweizer Meister und 2004 Cupsieger.
Die Frauenmannschaft von GC Amicitia Zürich belegte 2024 den zweiten Rang in der Meisterschaft. Ihr gelang damit die erste Qualifikation für den Playoff-Final seit der Vereinsfusion von GC und ZMC Amicitia.
Die Junioren- und Juniorinnenmannschaften sind sehr erfolgreich und erringen regelmässig Schweizer-Meister-Titel in ihren jeweiligen Altersgruppen.

## Erste Herrenmannschaft

### Kader für die Saison 2024/25
| Nr.  | Nat.         | Name                    | Position | Geburtsdatum | Grösse | seit |
| ---- | ------------ | ----------------------- | -------- | ------------ | ------ | ---- |
| Tor  |              |                         |          |              |        |      |
| 1    | Deutscher    | Arne Fuchs              | TW       | 20.02.1999   | 200    | 2024 |
| 16   | Belarusse    | Wjatschaslau Saldazenka | TW       | 23.07.1994   | 189    | 2022 |
| 31   | Schweizer    | Tim Müller              | TW       | ??.??.2003   | 196    |      |
| Feld |              |                         |          |              |        |      |
| 4    | Serbe        | Igor Čagalj             | KL       | 27.08.1994   | 200    | 2023 |
| 5    | Schweizer    | Lukas Osterwalder       | RA       | 02.05.2002   | 175    | 2023 |
| 6    | Schweizer    | Gilles Besek            | RM       | ??.??.2003   | 183    |      |
| 7    | Schweizer    | Yann Thümena            | RL       | 12.09.2001   | 180    | 2020 |
| 9    | Mazedonier   | Martin Popovski         | RA       | 26.08.1994   | 177    | 2020 |
| 11   | Niederländer | Iso Sluijters           | RR       | 24.07.1990   | 190    | 2021 |
| 13   | Tscheche     | David Flajsar           | RM       | 13.01.2004   | 190    | 2024 |
| 15   | Schweizer    | Gion Hayer              | LA       | 15.11.2000   | 184    | 2021 |
| 17   | Schweizer    | Jann Bamert             | RM       | 02.04.2002   | 186    |      |
| 21   | Schweizer    | Marc Bader              | KL       | ??.??.2001   | 195    | 2020 |
| 22   | Schweizer    | Noah Grau               | LA       | ??.??.2001   | 188    | 2024 |
| 23   | Kosovare     | Luigj Quni              | KL       | 26.02.1996   | 191    | 2020 |
| 24   | Tscheche     | David Poloz             | RA       | 25.05.1994   | 182    | 2021 |
| 27   | Niederländer | Jorn Smits              | RL       | 03.09.1992   | 192    | 2024 |
| 32   | Schweizer    | Flurin Platz            | RM       | 10.04.2001   | 179    | 2020 |
| 87   | Slowene      | Januš Lapajne           | RL       | 03.03.1995   | 192    | 2023 |
|      | Schwede      | Markus Stegefelt        | RL       | 05.04.1994   | 200    | 2025 |

### Bekannte ehemalige Spieler
- Edin Bašić
- Tomislav Brož
- Toni Kern
- Branko Kokir
- Vladan Krasavac
- Stevan Kurbalija
- Nikola Marinovic
- Andy Schmid
- Karl Schmid[6]
- Darko Stanić

### Saisonbilanzen
Saisonbilanz seit dem Zusammenschluss von ZMC Amicitia Zürich und der GCZ-Handballsektion.
| Saison  | Liga | Rang            | SHV-Cup-Männer | SuperCup |
| ------- | ---- | --------------- | -------------- | -------- |
| 2024/25 | NLA  | 4., VF Playoffs | Achtelfinal    | --       |
| 2023/24 | NLA  | 3., HF Playoffs | Viertelfinal   | --       |
| 2022/23 | NLA  | 5., VF Playoffs | Halbfinal      | Final    |
| 2021/22 | NLA  | 5., HF Playoffs | Sieger         | --       |
| 2017/18 | NLA  | 9.              | 1/16 Final     | --       |
| 2016/17 | NLA  | 8.              | Halbfinal      | --       |
| 2015/16 | NLA  | 7.              | Achtelfinal    | --       |
| 2014/15 | NLA  | 6.              | Achtelfinal    | --       |
| 2013/14 | NLA  | 7.              | 1/16 Final     | --       |
| 2012/13 | NLA  | 9.              | Achtelfinal    | --       |
| 2011/12 | NLA  | 8.              | Achtelfinal    | --       |
| 2010/11 | NLA  | 7.              | Achtelfinal    | --       |
| 2009/10 | NLA  | 2.              | Final          | Sieger   |

## Erste Damenmannschaft

### Kader für die Saison 2024/25
| Nr.  | Nat.      | Name               | Position | Geburtsdatum | Grösse |
| ---- | --------- | ------------------ | -------- | ------------ | ------ |
| Tor  |           |                    |          |              |        |
| 1    | Schweizer | Lea Fischbacher    | TW       | 06.04.1997   | 171    |
| 16   | Schweizer | Seraina Kuratli    | TW       | 18.04.2007   | 175    |
| Feld |           |                    |          |              |        |
| 2    | Schweizer | Chantal Wick       | RM       | 24.02.1994   | 174    |
| 5    | Schweizer | Leonie Aellen      | KL       | 05.05.2002   | 165    |
| 7    | Schweizer | Era Baumann        | FL       | 10.04.2007   | 166    |
| 9    | Schweizer | Kim Erni           | RL       | 16.06.2005   | 184    |
| 13   | Deutsche  | Mailee Winterberg  | RR       | 12.02.2003   | 176    |
| 15   | Schweizer | Joana Oldani       | RL       | 21.01.2005   | 175    |
| 23   | Schweizer | Leyla Steinegger   | RR       | 30.10.2007   | 168    |
| 29   | Schweizer | Helen Schmid       | RM/FL    | 17.08.2006   | 168    |
| 34   | Schweizer | Stella D’Ambrosio  | RL       | 2007         | 174    |
| 44   | Schweiz   | Joline Erni        | RM       | 18.04.2006   | 172    |
| 77   | Schweizer | Angelina Schläpfer | FR       | 27.08.2005   | 165    |

| Zuzüge 2024/25 | Abgänge 2024/25                                                                            |
| --- | ------------------------------------------------------------------------------------------ |
| - Joana Oldani (LK Zug) - Lea Fischbacher (Yellow Winterthur) - Stella D’Ambrosio (HSG Leimental) - Mailee Winterberg (nach Pause) - Helen Schmid (Nachwuchs) | - Océane Meier (Spono Eagles) - Fiona Bach (BSV Stans) - Harpar Rut Jónsdóttir (Rücktritt) |

| Zuzüge 2025/26 | Abgänge 2025/26                                                                                       |
| --- | --- |
| - Kerstin Kündig (Thüringer HC) - Nina Steiner (Yellow Winterthur) - Liv Rusert (Yellow Winterthur) - Lea Schärer (SG Zürisee) - Zoë Krüger (HSG Bad Wildungen Vipers) | - Era Baumann (Viborg HK) - Joana Oldani (Pause) - Hannah Bopp (Rücktritt) - Chantal Wick (Rücktritt) |